# گل‌میخ

گل میخ‌های دروازه قلعه نصوری در بندر سیراف

گل‌میخ، نوعی میخ بزرگ است که به‌عنوان بست پیوند دهنده و در عین حال تزئین‌کننده در و دروازه در هنر ایرانی به‌کار می‌رود. گل میخ در هنر کشورهای عربی، شمال افریقا و شبه قاره هند هم وجود دارد. گل‌میخ عموماً فلزی و دست‌ساز بوده‌است اما امروز انواع پلاستیکی، شیشه‌ای و حتی کریستال آن هم مورد استفاده قرار می‌گیرد.
یکی از انواع گل‌میخ به‌عنوان تجهیزات ایمنی ترافیک در سطح خیابان جهت تعیین مرز معبر و محدودهٔ رانندگی نصب می‌گردد.
نوع دیگری از گل میخ در جواهر سازی استفاده می‌شود که بسیار ظریف و ریز است و به صورت دگمه‌ای ایست که خلخال و دستبند را بدان بند سازند.
کلمۀ گل‌میخ در ادبیات فارسی هم به‌کار رفته‌است. ابوطالب کلیم سروده‌است:
| شب وصل تو نهان آمده‌ام تا دم صبح |  | ماه را ساخته گل‌میخی و بر در زده‌ام |